# Bahiopsis microphylla
Bahiopsis microphylla là một loài thực vật có hoa trong họ Cúc. Loài này được (Vasey & Rose) E.E.Schill. & Panero mô tả khoa học đầu tiên năm 2002.